# 乔瓦尼·坎托尼
乔瓦尼·坎托尼（義大利語：Giovanni Cantoni，1818年12月31日—1897年7月15日），意大利物理学家、政治家、爱国主义者，是意大利议会的参议员。1848年米兰五日，呼吁米兰公民通过禁烟抵制奥地利。

## 著作
- 《Lezioni su le condizioni fisiche della elasticità》（1867年）
- 《Lezioni di fisica》（1866年）
- 《I principj fisici della idrostatica》（1868年）
- 《Su alcuni principj di elettrostatica》（1873年）
- 《Elementi di fisica》（1885年）